# EMD SD40X形ディーゼル機関車

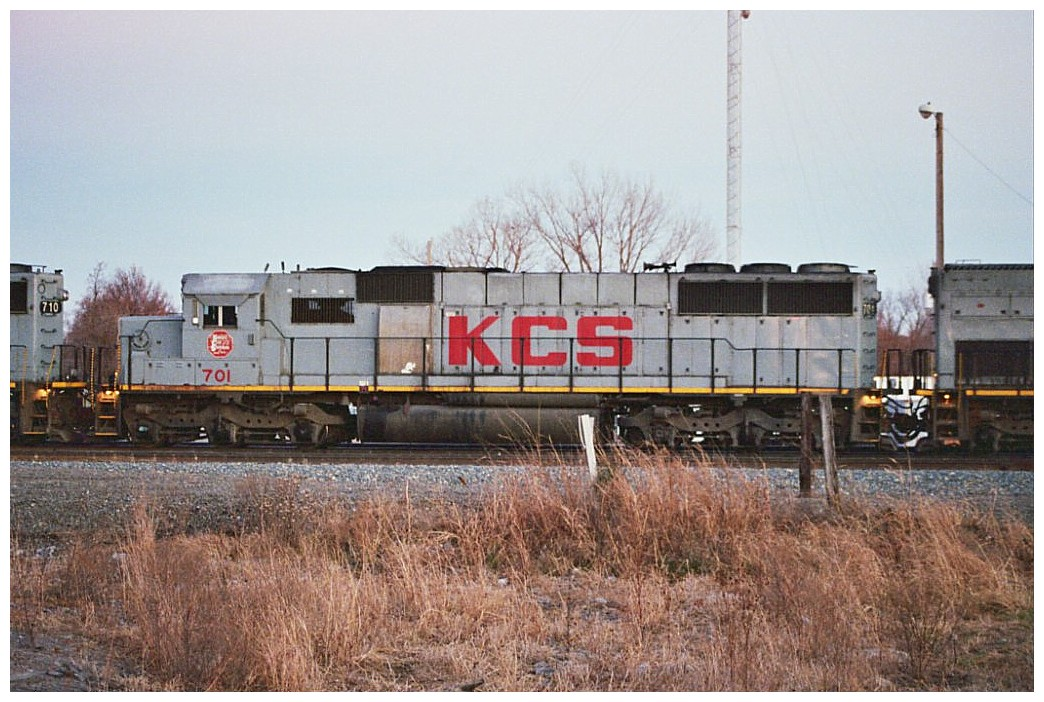
カンザス・シティ・サザン鉄道の701号

EMD SD40Xは、1964年と1965年にアメリカのGM-EMDが製造した6動軸の電気式ディーゼル機関車の試作車両、および1979年に製造した同様の試作車両である。車体形状はフード・ユニットであり、軸配置は3軸台車のC-C形である。

## SD40のプロトタイプとして
1964年と翌年に製造された車両は、新型の645型エンジンをテストするために製造された。SD35のフレームを使用して製造されたためSD40よりも全長が短く、その分、前後デッキが狭くなっている。これらの車両はSD35Xとも呼ばれる。
テスト後、8両はユニオン・パシフィック鉄道(UP)に、1両はガルフ・モバイル・アンド・オハイオ鉄道(GM&O)に譲渡された。
テスト車両
- 434号 - GM&O950号などを経て、イリノイ・セントラル鉄道およびカナディアン・ナショナル鉄道の6071号として使用された。
- 434A〜434F - UP3040〜3045号として使用された。フレア型ラジエターを備えるため、ロングフード後端に張り出しがある。ホーンはラジエターファンの上に配置され、降雪時でも使用可能なようにされている。
- 434G〜434H - UP3046〜3047号として使用された。台車のブレーキシリンダーが、通常は台車上側の梁にあるところ、この2両は左右の車輪間に配置している。この方式は、のちにSD40が量産された際、オプションとして設定された。

## SD50のプロトタイプとして
SD40Xの呼称は、1979年にSD40-2のフレームを使用して製造したSD50の試作車両でも使用された。4両が製造され、カンザス・シティ・サザン鉄道(KCS)の700〜703号として使用された。